# Hôtel Duret de Chevry
Hôtel Duret de Chevry je městský palác ze 17. století, který se nachází v Paříži v historické čtvrti Marais ve 3. obvodu na adrese 8, Rue du Parc-Royal. Od roku 1994 v paláci sídlí Německý historický institut.

## Historie
Palác vystavěl v letech 1618–1620 architekt Jean Thiriot (1590–1649) jako jeden z posledních cihlových paláců období panování Jindřicha IV. a Regentství. Palác nechal vystavět generální kontrolor financí Charles Duret de Chevry (1564–1636) a jeho rodině patřil až do roku 1724. V roce 1821 koupil dům sochař Charles Crozatier. V letech 1925–1989 vlastnila palác obchodní společnost s vínem a pálenkou. V roce 1989 koupila palác německá vláda a v roce 1994 sem přesunula pobočku Německého historického institutu.
Palác tvoří hlavní budova mezi nádvořím a zahradou, kterou doplňují dvě křídla obklopující dvůr.